# Tráfico humano no Catar
O Catar é um país de trânsito e destino para homens e mulheres sujeitos a tráfico humano, especificamente trabalho forçado e, em muito menor grau, prostituição forçada. Homens e mulheres do Nepal, Índia, Paquistão, Bangladesh, Filipinas, Indonésia, Vietnã, Sri Lanka, Etiópia, Sudão, Tailândia, Egito, Síria, Jordânia e China viajam voluntariamente para o Catar como trabalhadores e empregados domésticos, mas alguns enfrentam condições subsequentes indicativas de servidão involuntária. Essas condições incluem ameaças de graves danos físicos ou financeiros; mudança de emprego; a retenção de pagamento; cobrando dos trabalhadores os benefícios pelos quais o empregador é responsável; restrições à liberdade de circulação, incluindo o confisco de passaportes e documentos de viagem e a retenção de licenças de saída; arbitrário detenção; ameaças de ação legal e deportação; acusações falsas; e abuso físico, mental e sexual. Em alguns casos, os trabalhadores migrantes que chegam descobriram que os termos de emprego no Catar são totalmente diferentes daqueles que eles concordaram em seus países de origem. Indivíduos empregados como empregados domésticos são particularmente vulneráveis ao tráfico, uma vez que não são cobertos pelas disposições da lei trabalhista. Um pequeno número de trabalhadores estrangeiros transita pelo Catar e é forçado a trabalhar em fazendas na Arábia Saudita. O Catar também é um destino para mulheres que migram e se envolvem em prostituição, mas o grau em que essas mulheres são submetidas à prostituição forçada é desconhecido.
O Governo do Catar não cumpre integralmente os padrões mínimos para a eliminação do tráfico; no entanto, está fazendo esforços significativos para isso. O governo tomou medidas para implementar sua lei de patrocínio, inclusive por meio da concessão de uma permissão de saída para um trabalhador migrante sem a permissão do seu patrocinador. Embora o governo ainda não tenha promulgado a legislação necessária contra o tráfico, durante o período do relatório, reafirmou seu compromisso com essa meta no próximo ano. Apesar desses esforços, o governo não mostrou evidências de progresso geral no processo e punição dos infratores do tráfico e na identificação de vítimas de tráfico. O Escritório do Departamento de Estado dos Estados Unidos para monitorar e combater o tráfico de pessoas colocou o país no "nível 2" em 2017.

## Proteção
O Catar, por vezes, ofereceu alívio temporário da deportação para permitir que as vítimas testemunhassem como testemunhas contra seus empregadores. No entanto, as vítimas geralmente não podiam deixar o país se houvesse um caso pendente. O governo não encoraja rotineiramente as vítimas a auxiliar nas investigações de tráfico, nem oferece consistentemente alternativas às vítimas para serem levadas a países onde possam sofrer retribuições ou dificuldades.